# Liao (achternaam)
Liao (spreekt uit als Ljaauw) is een Chinese achternaam. Deze achternaam staat op de 342e plaats van de Baijiaxing. In Hongkong wordt de achternaam door HK-romanisatie geromaniseerd als "Liu" die uitgesproken wordt als Liew. In 2006 stond deze achternaam op de 61e plaats van meestvoorkomende achternamen van Volksrepubliek China.
- Vietnamees: Liêu

## Bekende personen met de naam Liao of Liu
- Liào Huà (廖化)
- Liào Zhòng Kǎi (廖仲愷), Kuomintangleider
- Liào Zǐ Lán (廖子嵐), Chinese guzhengspeelster
- Liào Xī Wén (廖希文)
- Bernice Liu (廖碧兒), Hongkongse actrice
- Liu Kai Zhi (廖啟智), Hongkongse acteur
- Jerry Yan (geboren als Liào Yáng Zhèn/廖洋震), lid van Taiwanese boyband JVKV
- Liào Huī  (廖輝), Chinese atleet